# Hornblower och hans samvete
Hornblower och hans samvete (Hornblower and the Crisis, 1967) är C.S. Foresters elfte och sista roman om sjöofficeren Horatio Hornblower. Romanen är oavslutad eftersom författaren avled under skrivandet.

## Handling
Kapten Horatio Hornblower kommenderas från chefskapet på korvetten Hotspur som Hornblower under två år gäckat Brest med. En kommendörkapten ska ta över Hotspur. Hornblower ska åka hem till England för att få sin befordran till kommendörkapten bekräftad. Men den nya chefen på Hotspur lyckas tyvärr inte så bra. Hotspur går på grund och när tidvattnet kommer så slås fartyget i spillror. Hornblower kallas in som vittne i den efterföljande krigsrätten. Bush, Hotspurs sekond, blir friad men den nye fartygschefen får dryga böter.
Officerarna som medverkat i krigsrätten blir hemskickade med en vattenbåt tillsammans med Hornblower. Vattenbåten blir jagad av en fransk brigg när den har kommit en bit ut på havet. De jagas hela dagen och långt in på natten och just när det ser som mörkast ut får Hornblower en idé. Han tar befälet på vattenbåten och bordar briggen med trettio man. Det överraskande angreppet lyckas och engelsmännen tar över skeppet. Men ett par av fransmännen har stängt in sig i ett av akterrummen och blockerat rodret. Utan detta kan briggen inte manövreras. Hornblower tar några viktiga papper och sen kapar han masten och lämnar briggen åt sitt öde. Papperna som Hornblower får tag i är oerhört värdefulla. Marinledningen skickar med dem som underlag Hornblower som spion till Spanien.
Mer står inte; Forester dog innan han hann skriva ner slutet. Men meningen var att Hornblower skulle ta sig tillbaka till England med ovärderlig information som leder till segern i det historiska sjöslaget vid Trafalgar.